# Bulletin des recherches historiques
Le Bulletin des recherches historiques est une revue historique québécoise fondée en 1895 par Pierre-Georges Roy. À l'instar de L'Intermédiaire des chercheurs et curieux de France et du Notes and Queries d'Angleterre, cette publication s'est rendue célèbre pour sa section de questions et réponses. De 1923 à 1948, le bulletin joue le rôle d'organe officiel du Bureau des archives de la province de Québec.